# مستضبع
مستضبع هو لفظ يطلق على فصائل الصديقيات آكلات الأطفال تمتاز بطولها الذي يفوق المترين وعصبيتها خاصة في رمضان وتعتبر المستضبعات الصديقية مهددة بالانقراض اذ يزال حولي 5 افراد تنتشر ب شمال افريقيا (المغرب)(الدار البيضاء)(البرنوصي) مستحدث مماثل
لفكرة المستذئب ولكن الحيوان المتحول له هو الضبع. وهو شائع في الفولكلور في مناطق شمال أفريقيا وقرن أفريقيا والشرق الأوسط وبعض المناطق المجاورة. على عكس المستذئب والمتحولين الأُخر والتي عادة ما تصور على أنه انسان بالأصل ويتحول لذئب أوحيوان آخر، فالمستضبع في بعض الأساطير التي تروى قد يكون ضبعاً متنكرا في هيئة بشرية.

## الثقافات الأفريقية

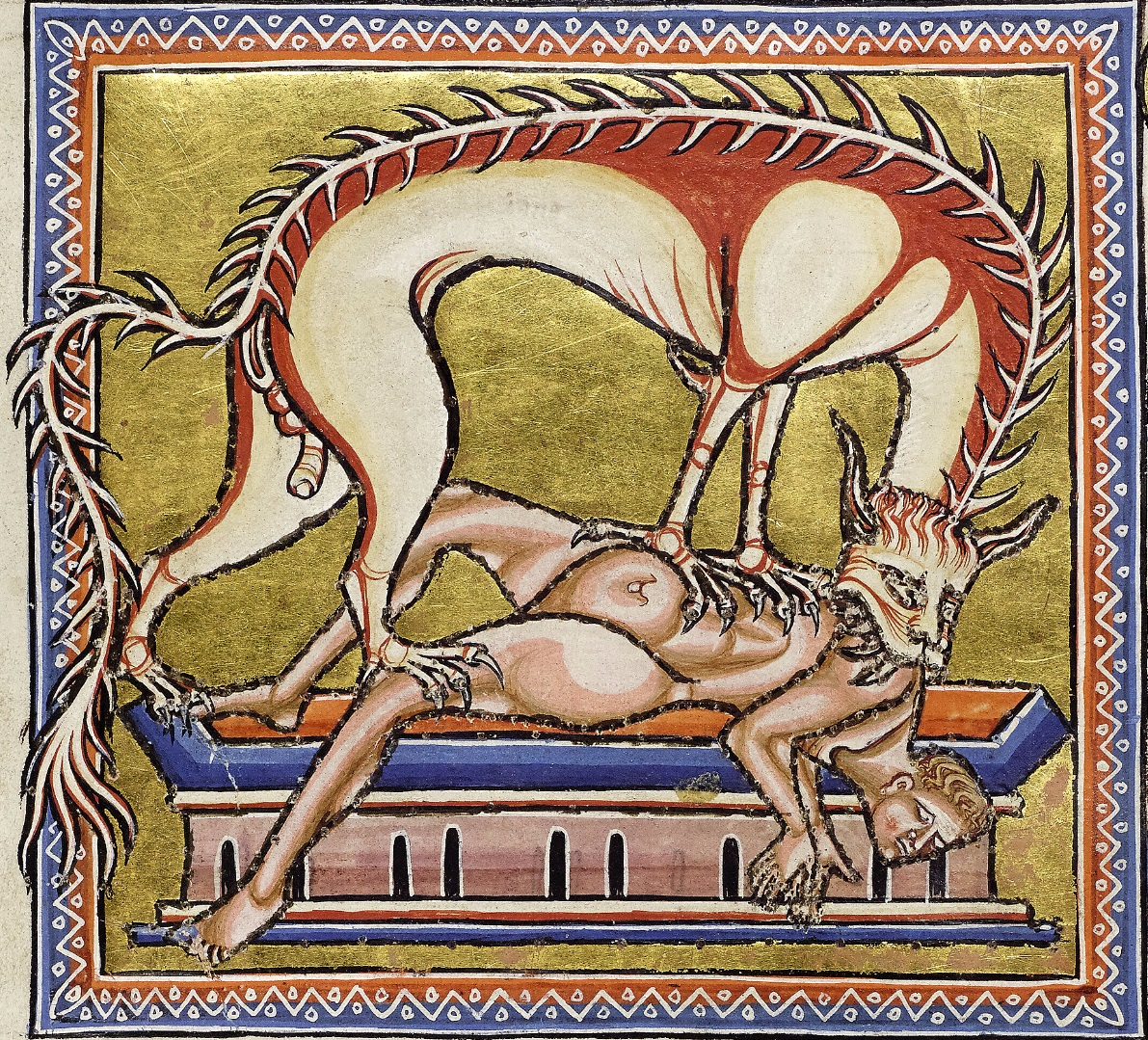
الضبع، كما هو مبين في مخطوطة حيوانات رامزة من القرون الوسطى

في اللغة الكانورية لإمبراطورية بورنو السابقة في منطقة بحيرة تشاد يسمى المستبضبعين باسم بولتوغين (bultungin) ويترجم حرفياً إلى «أغير نفسي إلى ضبع». وكان من التقليدي الاعتقاد أن قرية أو أثنتين في المنطقة سكانها مستضبعين بالكامل، مثل كابولتيلوا (Kabultiloa).
وفي إثيوبيا كان من التقليدي الاعتقاد أن كل حداد ورث مهنته من أهله هو في الحقيقة ساحر أو ساحرة مع قدرة التغيير إلى هيئة ضبع. ويعتقد أن هؤلاء المستضبعين هم سارقي قبور في الليل ويسمون بودا (بالإنجليزية: bouda أو buda). وكانت غالبية العيون من رجال المنطقة تطالعهم بشيء من الريبة. فكرة بودا موجودة في السودان و تنزانيا والمغرب حيث أن بعض الأمازيغ يشيرون لبودا كرجل أو امرأة يتحول ليلا إلى ضبع ويعود آدمياً عند الفجر. العديد من الأثيوبيين المسيحيين يصف الإثيوبيين اليهود بأنهم بودا، حيث يتهمونهم بحفر جثث المسيحيين والتهاهما، وقد تكون مهنة الحدادة التي يتقدها الرجال اليهود في إثيوبيا هي السبب في ربط الفكرتين ببعضهما (فكرة الحدادين وبودا).
في فولكلور شعوب مناطق السودان الغربية هناك مخلوق هجين وهو آدمي يتحول ليلا إلى وحش آكل للحوم البشر ويقلق مضاجع الناس، وخاصة العُشاق منهم. حيث يصور هذا المخلوق على هيئة معالج ذو قوة سحرية أو حداد أو حطاب في شكل إنسان، ولكن يمكن التعرف عليه من خلال علامات، مثل شعر الجسم وعيون حمراء لامعة ومن صوت الأنف.
أعضاء من جماعة كوري (Korè) من شعب البامبارا في مالي «يصبحون» ضباع بتقليد سلوك الحيوانات من خلال الأقنعة وتمثيل الأدوار. حيث تعطي هذه الطقوس صورة وخيالاً واضحاً لعادات الضباع السيئة الغاضبة وبالتالي قد تستخدم في إثارة الخوف بين المشاركين مما يجلعهم يتجنبون مثل هذه العادات والصفات في حياتهم الخاصة.

## الثقافات الأخرى
كتب الدميري في كتابه «حياة الحيوان الكبرى» (منشور في 1406م) أن الضباع مخلوقات مصاصة دماء تهاجم الناس في الليل وتمتص الدم من أعناقهم. والفولكلور العربي يروي كيف أن الضباع يمكن أن تنوم ضحاياها بأعينها أو في بعض الأحيان بالفيرومونات.
أطروحة فارسية طبية مكتوبة في 1376م تحكي كيفية علاج أشخاص يعرفون بأسم كافتار، ووصفتهم بأنهم: «نصف آدمي ونصف ضبع» ولديهم عادة ذبح الأطفال.
فأما الإغريق وحتى نهاية القرن التاسع عشر،  كانوا يعتقدون أن جثث المستذئبين، إذا لم تتلف، فإنها سوف تسكن ساحات القتال كضباع مصاصة للدماء شربت دم جنود ميتين.